# Colostygia probaria
Colostygia probaria är en fjärilsart som beskrevs av Herrich-Schäffer 1852. Colostygia probaria ingår i släktet Colostygia och familjen mätare. Inga underarter finns listade i Catalogue of Life.